# Ljekovita milica
Ljekovita milica (lat. Gratiola officinalis) otrovna je ljekovita biljka iz porodice trpučevki (Plantaginaceae). Česta biljka po cijeloj srednjoj i istočnoj Europi. Raste i u Sjevernoj Americi. Najčešće raste na vlažnim, močvarnim livadama.

## Opis
Zeljasta trajnica. Naraste do 40 cm visine. Stabljika četverobridasta, listovi nasuprotni, kopljasti, sitnonazubljenog ruba. Cvjetovi bijeli,sitni.

## Ljekovite tvari
Nadzemni dijelovi sadrže eterično ulje, gorke tvari, tanine, saponine i vrlo ljekovit glikozid graciotoksin i otrovni glikozid elatericid. Zbog otrovnosti je njezina uporaba za liječenje danas napuštena.

## Vanjske poveznice
|  | Zajednički poslužitelj ima stranicu o temi Gratiola officinalis |
|  | Wikivrste imaju podatke o taksonu Gratiola officinalis          |

- https://pfaf.org/user/Plant.aspx?LatinName=Gratiola+officinalis